# William Burton

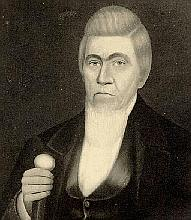
Imagem de William Burton.

William Burton (16 de outubro 1789 - 5 de agosto de 1866) foi um político norte-americano que foi governador do estado do Delaware, no período de 1859 a 1863, pelo Partido Democrata.